# Puliciphora coprophila
Puliciphora coprophila är en tvåvingeart som beskrevs av Borgmeier 1960. Puliciphora coprophila ingår i släktet Puliciphora och familjen puckelflugor. Inga underarter finns listade i Catalogue of Life.